# フェイバリットディア
『Favorite Dear』（フェイバリットディア）は、NECインターチャネルがゲームビレッジブランドから発売したファンタジーシミュレーションRPG、PS用ゲーム。発売日は1999年2月25日。  
2000年6月30日にWindowsに移植された、新キャラクター追加の『FAVORITE DEAR for Windows』発売。
2001年9月27日『Favorite Dear 円環の物語』発売。
2010年10月27日、ガンホー・オンライン・エンターテイメントより、『Favorite Dear 円環の物語』がゲームアーカイブスで配信されている。レイティングはCERO：B（12才以上対象）。
2000年12月7日、続編『FAVORITE DEAR 純白の預言者』発売。

## 概要
プレイヤーが人間界を守護する天使となり、悪に蔓延している世界を救うための勇者を育成するが、天使は人間界に直接介入できない制約がある。そのため、従者となる妖精達の力を借りて、人間の中から勇者の資質を持つ者を探し出し、彼らに任務を与えながら育てていく必要がある。勇者候補は全部で13人となり1回のプレイでは、その中から6人までを勇者として育成していくことになる。誰を選ぶかによって発生するイベントが変わる。
勇者が敵に遭遇すると戦闘になるが、基本的にオートで処理され、プレイヤーは直接勇者を操作することはできない。ただし、攻撃回数を増やしたりHPを回復するなど、状況に応じた援護をすることで戦いを有利な方向に進めることができる。

## ストーリー
勇者を導く天使となり、10年という限られた時間の中で世界を救うというファンタジーシミュレーションRPG。

## 登場人物
ラビエル（デフォルト名）
プレイヤーの分身となる主人公で、男女選択が可能である。天使と勇者の性別が異なる場合は、イベントを進めていくうちに恋愛関係に発展する事がある。

### 勇者候補

#### 男性
シーヴァス・フォルクガング（Seavass Folkvangr）
声：小川雄一郎
23歳の貴族。美貌に恵まれた遊び人。自国ヘブロンの騎士と互角に渡りあえるほどの剣の腕前も併せ持つ才人だが、軟派なゆえ、それを見抜かれる事は少ない。気まぐれでわがままな性格だが本音をなかなか打ち明けない言動が多い。
レイヴ・ヴィンセルラス（Rave Vincelrus）
声：渡辺和彦
グリフィン（Griffin）
声：木下尚紀
フェリミ・マクディル（Fellimi Macdill）
声：福山潤
ディアン・アルヴィース（Dian Alviss）
声：渡辺武彦
ヤルル・ウィリング（Jarl Willing）
声：大谷美紀
リュドラル・アルグレーン（Ryudrall Allgreen）
声：神谷浩史
19歳の旅人。人間の居住地と隔絶された”伝説の地”でドラゴンに育てられ、モンスターと会話をする能力を獲得した。地元の民からは竜の使いと崇められ、彼自身も信頼を裏切るまいと神官のような役を務めている。正義感が強く無邪気で明朗活発な少年。

#### 女性
フィアナ・エクリーヤ（Fiana Ecleya）
声：御崎朱美
22歳の賞金稼ぎ。金に対する欲深さが強く、その理由について語ることはない。美しい容姿に似合わず、口より先に手が出てしまう。かかってくる男は容赦なく叩きのめし、実力を示すことが多い。
アーシェ・ブレイダリク（Arshe Breidalik）
声：有島もゆ
18歳。ファンガム国の王女。退屈きわまりない王宮生活に耐えられず、いつも侍女の目を盗んでは、たびたび城を抜け出していた。町の自由に空気に触れるたびに行動はエスカレートし、ついに家出に至っている。
ビーシア・グレイ（Bethea Grey）
声：岡本奈美
ナーサディア（Nursadear）
声：山本奈美
ティア・ターンゲリ（Tir Tairngiri）
声：安田美和
17歳の家事手伝い。料理が得意な農家の娘。相手のことを思いやる持つあまりに慎重になり過ぎて、自身の行動が遅くなるという、おとなしく控えめな女の子。勇者候補の一人であり、不思議な能力を秘めている。どうやってその力を得たかは彼女しか知らない。

#### Windows版、円環の物語での追加勇者(女性)
ユリアナ･アンドラング（Juliana Andlangr）
声：前田愛

### 妖精
シェリー（Shelley）
声：角田早穂
明るく口数が多い。いつも一生懸命なため、張り切り過ぎて不必要な行動をとることもある。
フロリンダ（Florinda）
声：新千恵子
呑気な性格で語尾を伸ばした喋り方をする。着ぐるみを着用していることで誤解を招いているが本人にふざけた気持ちはない。
リリィ（Lily）
声：西田裕美
穏やかで優しく容姿端麗。常に相手を尊重し判断力も優れているが、本性は極度の怠け者。
ローザ（Rosa)
声：岩崎陽子
真面目で正義感が強い完璧主義者、容赦のない口調で主人公に対しても変わらない。
ティタニア
声：
妖精の女王

### 天使
ガブリエル
声：篠原恵美
大天使
ラツィエル
声：
上級天使
レミエル
声：
上級天使

### 堕天使
ガープ
声：難波圭一
堕天使
イウヴァート
声：矢尾一樹
堕天使
ラスエル
声：子安武人
堕天使
アポルオン
声：中井和哉
堕天使

### その他
アウルドラゴン
声：永井一郎
竜の谷の長。
ラッシュ
声：田中秀幸
ヤルルの親友である神獣。
ライザ
声：冬馬由美
ミライヤ
声：根谷美智子
魔女
シルフェ
声：住友優子
ティアの親友である妖精。
リーガル
声：磯部弘
黑衣の騎士
魔竜マキュラドラゴン
声：大場真人
竜族の長の座を狙っている。
トリシア
声：溝上真紀子
イダヴェル
声：前田このみ
領主イベントの孫娘。
炎王アドラメレク
声：戸北宗寛
ミリアス
声：菅沼久義
王子
守護獣バーンズ
声：龍谷修武

## 関連商品
CD
Wnen There's a Will, There's a Way（コンセプトソング）
FAVORITE DEAR (キングレコード / サントラ)
光のティアラ（イメージ・ソング）
FAVORITE DEAR C (キングレコード / キャラソン集 第一弾)（1999年3月26日、ASIN B00005F68L）
1. あせらず・あわてず・あきらめず(フロリンダ:新千恵子)
2. Please…(ティア・ターンゲリ:安田美和)
3. 雲の五線紙(フェリミ・マクディル:福山潤)
4. Innocent Love(シーヴァス・フォルクガング:小川雄一郎)
5. Power Song(ビーシア・グレイ:岡本奈美)
6. POSITIVE(フィアナ・エクリーヤ:御崎朱美)
7. とんで行こ!(シェリー:角田早穂)
8. 未来の為に…(リュドラル・アルグレーン:神谷浩史)

FAVORITE DEAR C (キングレコード / キャラソン集 第二弾)（1999年3月26日、ASIN B00005F68M）
1. 果てしない旅(アーシェ・ブレイダリク:有島もゆ)
2. もう,泣いたりしない(ヤルル・ウィリング:大谷美紀)
3. ヴォーラスの魂をその胸に(レイヴ・ヴィンセルラス:渡辺和彦)
4. Mirror(リリィ:西田裕美)
5. Live For Today!(グリフィン:木下尚紀)
6. 真実のヴェール(ナーサディア:山本奈美)
7. I’m Saying For You(ローザ:岩崎陽子)
8. 綴じかけのメモリー~ライザへの鎮魂歌(ディアン・アルヴィース:渡辺武彦)

フェイバリットディア ノーザンストーリーズ (バンダイ・ミュージックエンタテインメント / ドラマCD)
フェイバリットディア サウザンストーリーズ (バンダイ・ミュージックエンタテインメント / ドラマCD)
書籍
FAVORITE DEAR 公式ガイドブック (ソフトバンククリエイティブ / PS版攻略本)
FAVORITE DEAR 公式設定資料集 (ソフトバンククリエイティブ / 設定資料集)
FAVORITE DEAR 円環の物語 公式コンプリートガイド (ソフトバンククリエイティブ / PS版攻略本)
フェイバリットディア 始まりの谷 (メディアワークス / 電撃文庫 / 著：岡田紀子)